# Olivia Newton-John
Pour les articles homonymes, voir Newton.
Olivia Newton-John, née le 26 septembre 1948 à Cambridge (Angleterre) et morte le 8 août 2022 en Californie du Sud, est une chanteuse, actrice, productrice et militante australo-britannique. Elle est particulièrement célèbre pour son rôle de Sandy Olsson dans le film musical Grease (1978), aux côtés de John Travolta.
Elle commence sa carrière musicale dans les années 1960 en Australie, mais c'est dans les années 1970 qu'elle se fait connaître mondialement grâce à une série de succès en tête des classements, dont des titres comme I Honestly Love You (en), Have You Never Been Mellow, et Physical. Elle remporte de nombreux prix, dont quatre Grammy Awards, et vend plus de 100 millions de disques à travers le monde.
En 1978, elle devient une icône du cinéma en incarnant Sandy Olsson dans Grease, une lycéenne sage qui se transforme en femme fatale pour conquérir le cœur de Danny Zuko, interprété par John Travolta. Le film et sa bande originale, comprenant des tubes comme You're the One That I Want et Summer Nights, propulsent Olivia Newton-John au rang de superstar internationale.
En plus de sa carrière artistique, elle est une militante passionnée et une survivante du cancer du sein, diagnostiqué pour la première fois en 1992. Après sa rémission, elle devient une fervente défenseuse de la recherche sur le cancer et des médecines alternatives, créant le Olivia Newton-John Cancer Wellness & Research Centre en Australie pour soutenir les patients atteints de cette maladie. 

## Biographie

### Enfance et famille
Olivia Newton-John naît le 26 septembre 1948 à Cambridge (Angleterre) de Brin et Irene Newton-John. Son père enrôlé dans les forces britanniques durant la Seconde Guerre mondiale, procéda à l'arrestation de Rudolf Hess en 1941. Par sa mère, elle est la petite-fille du célèbre physicien allemand Max Born (1882-1970),, notamment lauréat du prix Nobel en 1954.
En 1954, elle est âgée de 5 ans, quand ses parents s'installent avec son frère et sa sœur plus âgés (Hugh et Rona), à Melbourne en Australie. Les parents d'Olivia divorcent alors qu'elle n'a que 11 ans.

### Débuts
Elle forme à l'âge de quinze ans son premier groupe de filles, les Sol Four, et jusqu'en 1963 elle participe régulièrement à des radio et télé-crochets. Elle remporte le premier prix lors de l’émission Sing Sing Sing, en interprétant Anyone Who Had a Heart et Everything's Coming Up Roses.

### Premiers succès et premiers albums
Olivia Newton-John part définitivement vivre en Angleterre l'année suivante avec sa mère et une amie chanteuse, Pat Carroll.
Elle y sort son premier single en 1966 : Till You Say You'll Be Mine ainsi que Forever en face B, pour les disques Decca, puis son premier album Tomorrow en 1970, suivi rapidement par l'album If Not for You qui connaît un bon succès en 1971 et marque les débuts d'une longue et fructueuse collaboration avec son producteur John Farrar, qui vient d'épouser Pat Carroll.
Sur cet album figure le titre de Bob Dylan If Not for You, produit par le fiancé d'Olivia Newton-John, Bruce Welch, guitariste rythmique des Shadows, et par John Farrar.
Suivent dans la foulée deux autres albums studio : Olivia (1972) et Let Me Be There (1973) qui, malgré les critiques des puristes du genre[réf. nécessaire], lui vaut le Grammy Award de l'artiste féminine country 1973 et l'année suivante, l'Academy of Country Music Award de la révélation féminine country, devant les poids lourds du genre que sont Dolly Parton, Tanya Tucker ou Tammy Wynette.
En 1974 toujours, Olivia Newton-John est choisie par la BBC, pour représenter le Royaume-Uni au Concours Eurovision de la chanson, sur la recommandation de son ami proche Cliff Richard. Lors de la sélection nationale diffusée le 23 février sur BBC 1, les téléspectateurs britanniques sont appelés à élire sa chanson, par courrier, parmi six proposées. Leur choix se porte sur Long Live Love, qui est un hymne à l'Armée du salut. Olivia Newton-John manifestera son mécontentement car elle aurait préféré une ballade mais conservera la chanson. Le 6 avril 1974, lors du Concours Eurovision de la chanson à Brighton, elle interprète donc Long Live Long en deuxième position sur la scène, accompagnée par cinq choristes féminines, sous la direction du chef d'orchestre Nick Ingman. Au terme du vote final, elle se classe 4e sur les 17 pays participants, ex æquo avec la représentante du Luxembourg Ireen Sheer et le chanteur Romuald pour Monaco, tandis que le concours est remporté par le groupe suédois ABBA avec le titre Waterloo,.
En août de la même année, le titre I Honestly Love You, qui figure sur l'album Long Live Love au Royaume-Uni et sur If You Love me, Let Me Know aux États-Unis, est son premier no 1 aux États-Unis. Elle enregistre également la chanson en français. Le 1er mars 1975, lors de la 17e cérémonie des Grammy Awards la chanson, également produite par John Farrar, est désignée « Enregistrement de l'année » et Olivia Newton-John est également primée en tant en que « Meilleure chanteuse pop ».

### Les États-Unis, la musique country etGrease

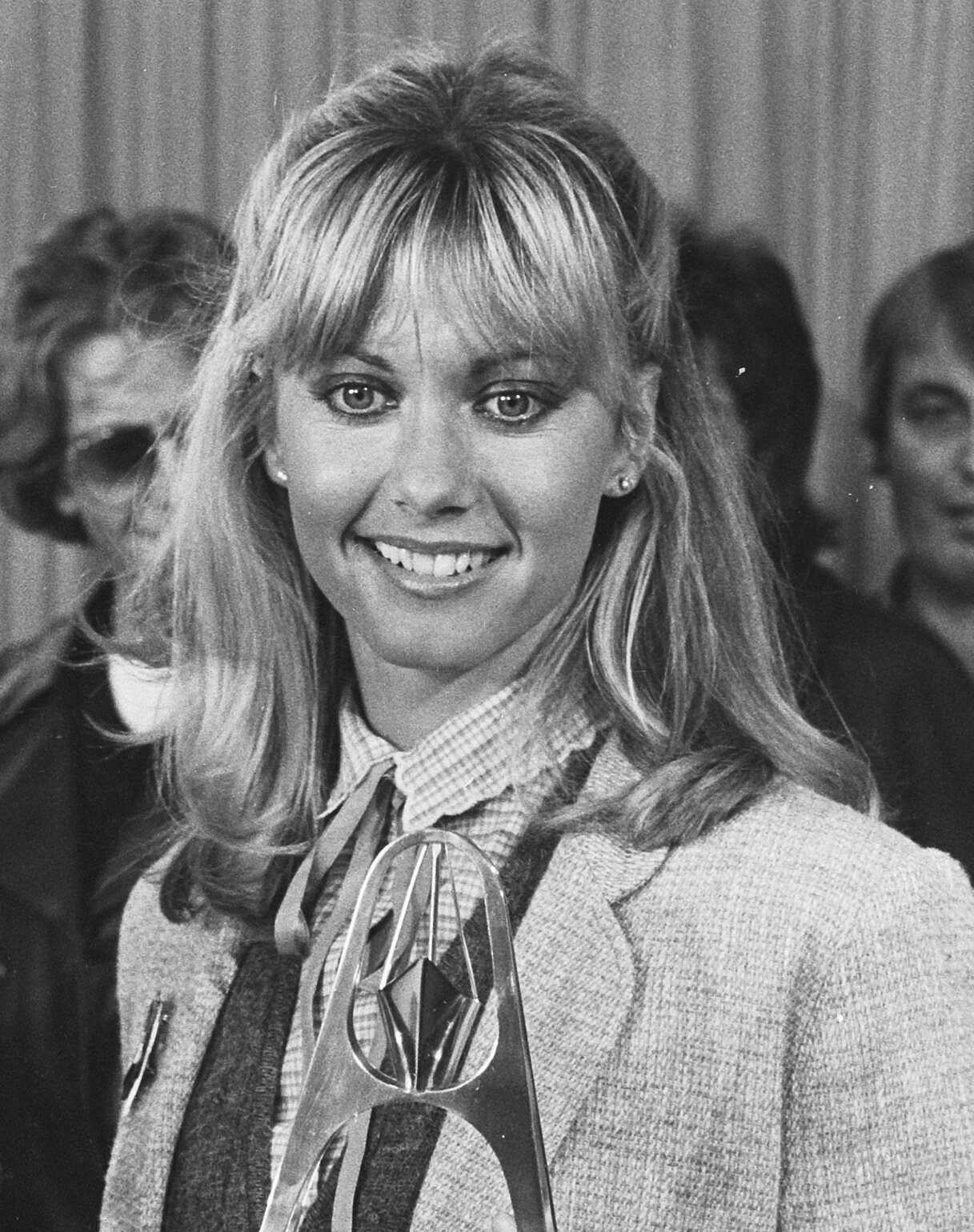
Olivia Newton-John à Amsterdam en 1978.

En 1975, encouragée par son amie et compatriote australienne Helen Reddy, Olivia Newton-John quitte l'Angleterre et s'installe aux États-Unis, où elle connaît de grands succès sur la scène country et western.
La carrière cinématographique d'Olivia Newton-John débute réellement le jour où elle rencontre le producteur Allan Carr lors d'une soirée chez Helen Reddy, à Los Angeles. Celui-ci lui offre le premier rôle féminin de sa prochaine comédie musicale, Grease, sur les conseils de la vedette du film, John Travolta, et Randal Kleiser, le metteur en scène. Le film connaît un énorme succès mondial et devient un phénomène de société, la bande originale occupe les premières places des hit parades avec les titres You're the One That I Want et Summer Nights. Le titre solo d'Olivia Newton-John, Hopelessly Devoted to You, devient aussi un tube international.

### Vedette internationale
Après ce succès foudroyant, Olivia Newton-John enchaîne en 1978 avec l'album Totally Hot écrit et produit par John Farrar, imposant une image sexy dans la lignée de son personnage de Sandy à la fin du film Grease. Les titres A Little More Love et Deeper Than the Night atteignent rapidement les premières places des charts. Olivia devient alors l'une des artistes les plus populaires au monde à cette époque.
En 1980, elle tourne avec Gene Kelly une romance musicale, Xanadu, qui ne connaît pas un grand succès, sauf pour la bande originale qui place deux titres en tête des palmarès, dont la chanson Xanadu écrite et produite par Jeff Lynne du groupe Electric Light Orchestra. Le film deviendra par la suite culte pour toute une génération de fans.
1981 sera l'année la plus brillante de sa carrière, avec l'album Physical, son plus grand succès commercial, qui a totalisé plus de deux millions de copies vendues aux États-Unis et une étoile sur le Hollywood Walk of Fame à Los Angeles.
Elle enchaîne, l'année suivante, avec le film Two of a Kind, où elle partage à nouveau la vedette avec John Travolta, son partenaire de Grease. La magie ne fonctionne plus, le film est un échec commercial, mais la bande originale cartonne avec le titre phare Twist of Fate qui devient numéro 5 aux États-Unis en 1983.
Olivia Newton-John  apparaît ensuite dans plusieurs émissions et téléfilms. Elle fonde Koala Blue, une ligne de prêt-à-porter féminin aux couleurs de l'Australie. Après des débuts prometteurs, l'entreprise doit rapidement cesser ses activités dans le textile, elle vend la marque qui propose désormais des vins, des eaux minérales et des chocolats du terroir australien, et conserve les droits s'y rapportant. Elle participe également aux albums des frères Gibb (Bee Gees), Barry et Andy.

### Années 1990 et 2000

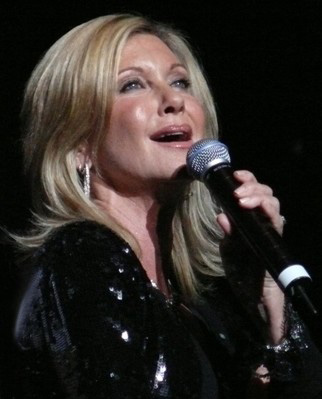
Olivia Newton-John au Théâtre national de Sydney en 2008.

Après une tournée australienne en 1998, elle reçoit un ARIA Music Awards, la plus haute récompense de l’industrie du disque australienne pour l'ensemble de sa carrière. L'année suivante, elle remonte sur scène en solo aux États-Unis pour la première fois depuis 1983. Le succès est au rendez-vous, et chaque année depuis voit Olivia tourner aux États-Unis, mais également en Australie et en Asie.
En 2000, elle participe à l'inauguration des Jeux olympiques de Sydney. En 2002, elle sort un album de duos intitulé (2) et en 2004 une compilation de reprises de standards pop, Indigo, Women of Song.
En 2005, après Gold, la compilation de ses plus grands succès, Olivia Newton-John sort Stronger Than Before, un nouvel album, en octobre, dédié à toutes les femmes et à toutes les victimes malades et guéries du cancer, en collaboration avec Hallmark.
Malgré ses drames personnels (cf ci-dessous), elle retrouve le chemin des studios et effectue une nouvelle tournée aux États-Unis, ayant repris goût aux concerts depuis 1998 et son apparition en vedette invitée de la tournée australienne de son ami Cliff Richard, puis du succès immense, toujours en Australie, de sa tournée en compagnie de John Farnham et Anthony Warlow (l'album Highlights from the Main Event sera quatre fois disque de platine).
En 2010, elle fait une apparition dans la série télévisée Glee (saison 1, épisode 17). Elle y interprète son propre rôle et chante en duo avec Jane Lynch le titre Physical. On la retrouve dans le dernier épisode de la saison 1 en tant que jurée aux « Régionales ».
En novembre 2012, elle sort avec John Travolta un album caritatif de chants de Noël This Christmas, dont les bénéfices sont reversés au Olivia Newton-John Cancer & Wellness Center et à la Jett Travolta Foundation.
En 2013, ses concerts au Flamingo de Las Vegas doivent être reportés en raison du décès de sa sœur Rona. Elle y effectue une résidence temporaire en avril 2014, et entame les 45 concerts du Summer Night.
Au même moment, elle sort Hotel Sessions, un nouvel album EP composé de sept chansons de démos électro/pop inédites qui ont été enregistrées, entre 2002 et 2011, avec son neveu, le compositeur Brett Goldsmith.
La série de concerts à Las Vegas au Flamingo est renouvelée en 2015 avec une tournée au Japon et en Australie. L'album live, Summer Nights en est tiré.
Two Strong Hearts Live est un album live de John Farnham et d'Olivia Newton-John enregistré à Melbourne avec l'orchestre Philharmonia d'Australie en avril 2015. Pendant les concerts, tous deux reprennent leurs hits sur cinq décennies. L'album live sort le 16 juin 2015 et le DVD live, le 21 août à 2015.
Le 21 novembre 2015, le single You Have to Believe, un duo avec sa fille Chloé Lattanzi, remixé par Dave Audé et adapté du titre Magic est n°1 au Hot Dance Club Songs aux États-Unis.
En 2016, la chanteuse chante dans trois nouveaux duos. Le premier avec Steve Real, choriste pour le duo Fulfilled sur l'album Never too late sorti le 15 avril 2016. Le second sur le titre Getting Better All the Time avec Marie Osmond pour son nouvel album Music Is Medecine sorti à la même date. Enfin, elle reprend avec Kelly Lang How Can You Mend A Broken Heart des Bee Gees (sur l'album Throwback sorti le 1er mars 2016).
Deux nouveaux albums sortent fin de 2016 : le premier est un album concept en trio, Liv On, en collaboration avec Amy Sky et Beth Nielsen Chapman, sorti le 7 octobre 2016, et le second, Friends For Christmas, est un album de Noël, en collaboration avec John Farnham, sorti le 11 novembre 2016.

### Maladie et mort
En 1992, Olivia Newton-John surmonte un cancer du sein, après avoir subi une mastectomie partielle, une chimiothérapie et une reconstruction mammaire. Elle s'engage alors dans la lutte contre cette maladie en insistant sur l'importance du dépistage. Elle donne aussi son nom au Olivia Newton-John Cancer & Wellness Center, un centre de recherches sur le cancer intégré à l'hôpital Austin (en) d'Heidelberg, dans la banlieue de Melbourne (Australie).
Fin mai 2018, après une première récidive surmontée en 2013, elle annonce souffrir d’une nouvelle récidive, diagnostiquée en 2017 au stade 4, l'obligeant à annuler les concerts qu’elle devait donner en juin aux États-Unis et au Canada.
Le 8 août 2022, Olivia Newton-John meurt à l'âge de 73 ans des suites du cancer contre lequel elle luttait depuis trente ans. L'annonce de sa disparition est faite par sa famille, dans un communiqué publié sur les réseaux sociaux. Il est précisé que l’actrice est « décédée paisiblement dans son ranch en Californie du Sud ce matin, entourée par sa famille et ses amis. » Incinérée, ses cendres sont répandues sur plusieurs endroits différents.

### Vie privée
De 1984 à 1995, elle est mariée au comédien Matt Lattanzi (en), avec qui elle a une fille, Chloe Rose Lattanzi.
En juin 2005, son fiancé, le cameraman Patrick McDermott (en), disparaît en mer sans être déclaré mort, son corps n’étant pas retrouvé. Plusieurs médias, notamment australiens, ont depuis affirmé qu'il aurait refait sa vie au Mexique, sans jamais en apporter la preuve définitive,.
Le 21 juin 2008, elle se marie au Pérou avec l'homme d'affaires John Easterling.

## Distinctions
Ordre de l'Empire britannique à titre civil : en 1979, Olivia Newton-John est honorée du titre d'officier de l'ordre de l'Empire britannique (OBE) par la reine Élisabeth II.
Le 28 décembre 2019, elle est nommée dame commandeur de l'ordre de l'Empire britannique (DBE) pour son engagement associatif contre le cancer et pour sa contribution aux arts.

### Récompenses
- Grammy Awards 1973 : Artiste féminine country

- Academy of Country Music Awards 1974 : Révélation féminine country

- Grammy Awards 1975 : 
  - Meilleure chanteuse pop
  - Enregistrement de l'année pour I Honestly Love You

## Filmographie

### Cinéma

#### Longs métrages
- 1966 : Funny Things Happen Down Under de Joe McCormick : elle-même
- 1970 : Toomorrow (en) de Val Guest : elle-même
- 1978 : Grease de Randal Kleiser : Sandy Olsson
- 1980 : Xanadu de Robert Greenwald : Kira
- 1983 : Second Chance (Two of a Kind) de John Herzfeld (VF : Anie Balestra) : Debbie
- 1988 : La Vie en plus (She's Having a Baby) de John Hughes : elle-même (non créditée)
- 1996 : Le Dernier Anniversaire (It's My Party) de Randal Kleiser : Lina Bingham
- 2000 : Sordid Lives de Del Shores : Bitsy Mae Harling
- 2010 : Score: A Hockey Musical de Michael McGowan : Hope Gordon
- 2012 : My Best Men (A Few Best Men) de Stephan Elliott : Barbara Ramme

#### Courts métrages
- 1989 : Liberian Girl (clip de Michael Jackson) : elle-même
- 2015 : You Have to Believe de Michael Easterling : Liv

### Télévision

#### Téléfilms
- 1990 : Une maman pour Noël (A Mom For Christmas) de George Miller : Amy Miller
- 1994 : La Romance de Noël (A Christmas Romance) de Sheldon Larry : Julia Stonecypher
- 1998 : The Christmas Angel: A Story on Ice d'Andy Picheta
- 2002 : Wilde Girls de Del Shores : Jasmine Wilde
- 2017 : Sharknado 5: Global Swarming d'Anthony C. Ferrante : Orion

#### Séries télévisées
- 1995 : La Saga des McGregor (The Man From Snowy River / The McGregor Saga), épisodes Servant of the People, The Search et The Lost Child : Joanna Walker
- 2009 : Sordid Lives (saison 1) : Bitsy Mae Harling
- 2010 : Glee, épisodes Bad Reputation et Journey (saison 1) : elle-même

## Discographie
- 1970 : Toomorrow (en) (Bande Originale)
- 1971 : If Not For You (intitulé Olivia Newton-John aux États-Unis)
- 1972 : Olivia (en)
- 1973 : Music Makes My Day (en)
- 1974 : Long Live Love (en)
- 1975 : Have You Never Been Mellow
- 1975 : Clearly Love
- 1976 : Come On Over
- 1976 : Don't Stop Believin'
- 1977 : Making a Good Thing Better
- 1977 : Greatest Hits
- 1978 : Grease (Bande Originale)
- 1978 : Totally Hot (en)
- 1980 : Xanadu
- 1981 : Love Performance: Olivia Live in Japan
- 1981 : Physical
- 1982 : Greatest Hits Vol. 2
- 1983 : Two of a Kind (Bande Originale)
- 1986 : Soul Kiss
- 1988 : The Rumour
- 1989 : Warm and Tender
- 1992 : Back to Basics: The Essential Collection 1973-1992
- 1994 : Gaia
- 1995 : Heathcliff (avec Cliff Richard)
- 1998 : Back With a Heart
- 2000 : One Woman's Live Journey
- 2000 : 'Tis the Season (avec Vince Gill et The Bradford Singers)
- 2001 : Sordid Lives Soundtrack
- 2001 : The Christmas Collection
- 2002 : (2)
- 2004 : Indigo: Women of Song
- 2005 : Stronger Than Before
- 2006 : Grace and Gratitude
- 2007 : Christmas Wish
- 2008 : Olivia's Live Hits
- 2008 : A Celebration in Song
- 2012 : This Christmas avec John Travolta
- 2014 : Hotel Sessions (EP 7 titres)
- 2015 : Summer Nights - Live in Las Vegas
- 2015 : Two Strong Hearts - Live in Australia avec John Farnham and Olivia Newton-John
- 2016 : Liv On - Olivia Newton-John, Amy Sky, Beth Nielsen Chapman
- 2016 : Friends for Christmas avec John Farnham and Olivia Newton-John
- 2018 : Hopelessly Devoted : The Hits (compilation de singles et de titres live)
- 2023 : Just The Two Of Us: The Duets Collection – Volume One

À partir de 1974, Elvis Presley reprendra dans un premier temps sur scène la chanson Let Me Be There en présentant Olivia Newton-John et à partir de 1975, il reprendra If You Love Me (Let Me Know) qu'il chantera régulièrement jusque sa dernière tournée de juin 1977.

## Hommages
Annoncé dès novembre 2016 sous le titre Hopelessly Devoted to You, un biopic autorisé est tourné, dans lequel Olivia Newton-John est incarnée par Delta Goodrem, elle aussi actrice et chanteuse. En deux parties de deux fois 88 minutes, produit par Fremantle, il est diffusé mi-avril 2018 en Australie. À sa suite, Delta Goodrem publie un album hommage, I Honesty Love You (en), comprenant 13 titres des chansons interprétées dans le téléfilm, dont des duos avec Olivia Newton-John.